# 테라다 타쿠야
테라다 타쿠야(일본어: 寺田 拓哉 데라다 다쿠야[*], 1992년 3월 18일 ~ )는 일본의 배우이자 모델이다.

## 약력
2008년 제 21회 주논 슈퍼보이 콘테스트(JUNON Superboy Contest)에 참가했다.(1988년부터 인기 잡지 JUNON에서 주최하는 미소년 콘테스트로, 자신의 특기를 선보이거나 하면서 오디션이 진행된다. 입상자들은 배우나 모델 등 연예계로 진출하는 경우가 많다) 여기서 심사위원 특별상을 수상하고, 일본의 대형 기획사인 아뮤즈로부터 캐스팅 되었다.

2009년 일본에서 모델로 연예계에 데뷔하고 이후 드라마,영화등에 출연하며 배우로 활동했다. 그러던 중 아뮤즈가 한국 지사를 설립하고 K-Pop 그룹을 만들게 되는데, 거기에 합류하여 일본인 멤버가 되었다. 그 그룹이 크로스진이며 2012년 6월 대한민국에서 데뷔하였다. 

2014년 JTBC 비정상회담에 출연하며 한국에서 인기를 얻게 되었다. 그 해 제 4회 2014 대한민국 한류대상에서 ‘국제 교류상’을 수상했다.

2017년 11월 14일 2018년 평창 동계 올림픽의 57번째 성화 봉송 주자로 선발되어 경남 창원에서 성화 주자로 참여했다. 

2018년 12월 10일 계약 만료로 그룹 크로스진을 탈퇴했다. 

2019년 3월 2019 F/W 서울 패션 위크에서 YCH, 김서룡 옴므 쇼의 런웨이에 서며, 패션 모델로서의 활동도 시작했다. 

2023년 3월 고향인 일본 이바라키현 ‘한국 홍보대사’로 위촉됐다.

## 출연 작품

### 드라마
| 연도 | 방송사   | 제목                                    | 역할          |
| ---- | -------- | --------------------------------------- | ------------- |
| 2011 | MBS      | 《사인(SIGN)》                          | 이바라키 토비 |
| 2012 | MBS      | 《RUN60》                               | 쿠스노 타카오 |
| 2015 | Mnet     | 《더 러버》                             | 타쿠야        |
| 2018 | Naver TV | 《너의 얼굴을 사랑해: 우연히 in Japan》 | 아이다 다케시 |

### 영화
| 연도 | 제목                                   | 역할          |
| ---- | -------------------------------------- | ------------- |
| 2012 | 《사랑을 노래하기보다 나에게 빠져라!》 | 키류인 루이   |
| 2012 | 《RUN60—Game Over—》                   | 쿠스노 타카오 |
| 2014 | 《ZEDD》                               | Xi            |
| 2016 | 《모두 짝사랑》짝사랑 스파이럴         | 하지메        |
| 2022 | 단편 영화 《할아버지이짱》             | 나츠오        |
| 2023 | 독립 영화 《독친》                     | 안창현        |
| 2024 | 영화 《대치동 스캔들》                 | 아이다 미치오 |

### 연극과 뮤지컬
| 연도 | 제목                                            | 역할       |
| ---- | ----------------------------------------------- | ---------- |
| 2010 | 《너의 자리는, 내 자리》                        |            |
| 2010 | 《BLACK & WHITE 악마인 천사 천사인 악마》       | 천사       |
| 2016 | 《흑집사 - Noah's Ark Circus》                  | 아그니     |
| 2017 | 《알타보이즈》                                  | 에이브라함 |
| 2018 | 《나의 호스트짱 REBORN～절창！오사카미나미 편》 | 아야카     |
| 2018 | 《알타보이즈》                                  | 에이브라함 |

## 그 외 출연

### 방송
| 연도      | 방송사     | 제목                            | 역할      | 비고                                    |
| --------- | ---------- | ------------------------------- | --------- | --------------------------------------- |
| 2011      | KBS2       | 출발 드림팀 시즌2               | 게스트    | 86, 87회 (한국 데뷔전 일본 배우로 참가) |
| 2012      | KBS2       | 출발 드림팀 시즌2               | 게스트    | 131, 132회, 147회                       |
| 2014-2015 | JTBC       | 비정상회담                      | 고정 출연 | 1~52, 100, 101회                        |
| 2015      | MBC every1 | 천생연분 리턴즈                 | 출연자    | 1~3회                                   |
| 2015      | JTBC       | 나홀로 연애중                   | 게스트    | 7, 8회                                  |
| 2015      | JTBC       | 마녀사냥                        | 게스트    | 93회                                    |
| 2015      | JTBC       | 내 친구의 집은 어디인가         | 출연자    | 호주, 뉴질랜드 편                       |
| 2015      | MBC        | 세상을 바꾸는 퀴즈              | 게스트    | 317회                                   |
| 2015      | tvN        | 콩트앤더시티                    | 카메오    | 3회                                     |
| 2016      | OGN        | 서머너즈워: 정복자들            | 진행      | 시즌1, 2                                |
| 2016      | KBS2       | 출발 드림팀 시즌2               | 게스트    | 325, 326회                              |
| 2016      | JTBC       | 쿡가대표                        | 판정단    | 10회                                    |
| 2017      | 투니버스   | 스트레스 제로구역 날려버려      | 게스트    | 9회                                     |
| 2017      | MBC every1 | 비디오스타                      | 게스트    | 38회                                    |
| 2017      | JTBC2      | 양세찬의 텐2                    | 진행      | 시즌 2                                  |
| 2017      | MBC every1 | 주간 아이돌                     | 게스트    | 302회                                   |
| 2017      | 아리랑 TV  | 투어 아바타                     | 게스트    | 시즌1 - 5, 6회 시즌2 - 9, 10회          |
| 2017      | MBC every1 | 아이돌 투어                     | 게스트    | 2회                                     |
| 2017      | SBS 플러스 | 머스트잇 - 혼자라도 괜찮아      | 게스트    | 4회                                     |
| 2017      | 채널J      | 타쿠야의 도쿄 급행              | 진행      | 1~5회                                   |
| 2018      | JTBC       | 팀 셰프                         | 판정단    | 7, 8회                                  |
| 2018      | OGN        | 정복자들 시즌3: 파밍웨이 to SWC | 게스트    | 5회                                     |
| 2018      | KBS        | 다큐세상                        | 게스트    | 16회                                    |
| 2019      | 히카리TV   | K Men's Paradise                | 게스트    | 26, 27회                                |
| 2019      | MBC        | 복면가왕                        | 출연자    | 207회                                   |
| 2019      | MBC every1 | 대한외국인                      | 출연자    | 35, 38회                                |
| 2020      | KBS2       | 고립낙원                        | 출연자    | 5회                                     |
| 2020      | MBC every1 | 비디오 스타                     | 게스트    | 216회                                   |
| 2021      | ABC TV     | 한류 이케큥! 트래블             | 출연자    | 10월31일                                |
| 2022      | JTBC       | 톡파원 25시                     | 출연자    | 1회 ~                                   |
| 2022      | Mnet       | 뚝딱이의 역습                   | 출연자    | 6월7일~6월28일                          |
| 2022      | tvN        | 벌거벗은 세계사                 | 게스트    | 48, 76회                                |
| 2023      | tvN        | 벌거벗은 세계사                 | 게스트    | 86회                                    |
| 2023      | MBC        | 구해줘! 홈즈                    | 게스트    | 216회                                   |
| 2024      | KBS2       | 사장님 귀는 당나귀 귀           | 게스트    | 241회                                   |

### 뮤직비디오
| 연도 | 가수        | 노래 제목        | 비고   |
| ---- | ----------- | ---------------- | ------ |
| 2014 | 효린&주영   | 지워             | 유튜브 |
| 2019 | 브로맨스    | 내게 기대어도 돼 | 유튜브 |
| 2023 | JT & Marcus | 새벽감성         | 유튜브 |

### 진행 (MC)
| 연도 | 방송사       | 제목                               | 비고        | 출처   |
| ---- | ------------ | ---------------------------------- | ----------- | ------ |
| 2014 | MBC every1   | 멜론 뮤직 어워드                   | 레드카펫 MC | [ 39 ] |
| 2015 | MUSIC ON! TV | 韓ON 화이팅!!                      | 일본 방송   | [ 40 ] |
| 2015 | SBS MTV      | 더 쇼 스페셜 - 썸머 K-POP 페스티벌 | 스페셜 MC   | [ 41 ] |

### 광고
| 연도 | 기업               | 브랜드명                            | 종류          |
| ---- | ------------------ | ----------------------------------- | ------------- |
| 2015 | 보물섬 투어        | 보물섬투어                          | 여행사        |
| 2015 | 랑방               | 에끌라 드 아르페쥬 (Eclat d'Arpege) | 향수          |
| 2015 | 유한킴벌리         | 좋은느낌                            | 여성 용품     |
| 2020 | 패스트캠퍼스랭귀지 | 나의 가벼운 일본어                  | 일본어 학습지 |
| 2020 | 한빛소프트         | 퍼즐 오디션                         | 모바일 게임   |

## 수상
| 연도 | 시상식                        | 부문            | 작품       | 출처   |
| ---- | ----------------------------- | --------------- | ---------- | ------ |
| 2008 | 제21회 주논 슈퍼보이 콘테스트 | 심사위원 특별상 | 빈칸       | [ 44 ] |
| 2014 | 제4회 대한민국 한류대상       | 국제 교류상     | 비정상회담 | [ 1 ]  |